# Ratpenat barbut de Dwyer
El ratpenat barbut de Dwyer (Chalinolobus dwyeri) és una espècie de ratpenat de la família dels vespertiliònids. És endèmic de l'est d'Austràlia.